# Hippodrome d'Argentan

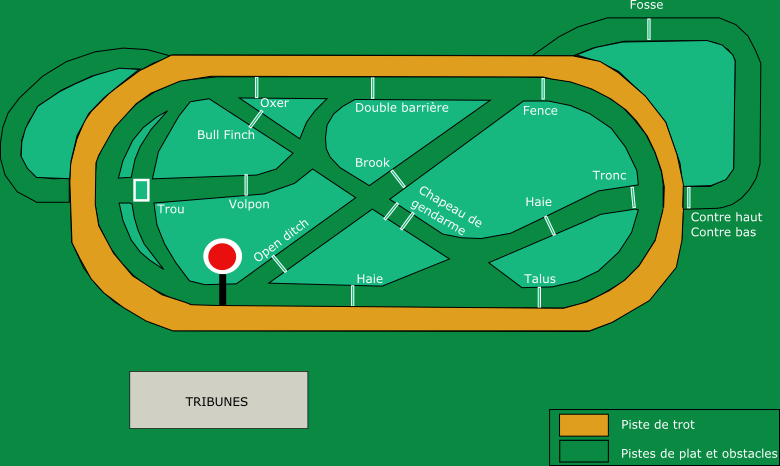
Les pistes de l'hippodrome

L'Hippodrome d'Argentan se trouve sur la commune de Urou-et-Crennes, à quelques kilomètres d'Argentan.
Il accueille des courses hippiques de trot, et de galop (plat, haies, Steeple-Chase, Cross-Country).

## Histoire
Son histoire commence le 31 juillet 1893 avec la constitution de la Société des courses d'Argentan. L'année suivante, se déroule la première réunion de course de l'hippodrome, sous une pluie diluvienne, le 29 juillet. Après la Première Guerre mondiale, l'hippodrome n'accueille que deux réunions par an, le dimanche et le lundi de Pentecôte.
La Seconde Guerre mondiale et les destructions causées par la Bataille de Normandie contraignent l'hippodrome à fermer ses portes jusqu'en 1947. Il végète alors jusqu'en 1968, date à laquelle est prise la décision de construire un hippodrome moderne et spacieux, capable de fonctionner à l'année.
C'est à l'occasion de l'inauguration de ce nouvel hippodrome en 1969, que naît l'épreuve-phare d'Argentan : le Critérium de vitesse de Basse-Normandie (Groupe II).